# Ученият, който броди през нощта
„Ученият, който броди през нощта“ (на корейски: 밤을 걷는 선비, на английски: The Scholar Who Walks the Night) е южнокорейски телевизионен сериал от 2015 г., базиран на едноименния комикс, написан от Чо Чу Хи и илюстриран от Хан Сънг Хи.
В сериала участват И Джун Ги, И Ю Би, Шим Чанг Мин, И Су Хьок и Ким Со Ън. Излъчва се по MBC от 8 юли до 10 септември 2015 г. в сряда и четвъртък от 21:55 ч. за 20 епизода.

## Сюжет
Действието на сериала се развива в една алтернативна династия Чосон, управлявана от кръвожаден и зъл вампир – Гуи, който иска да властва над хората. Чо Янг Сун е дъщеря на благородник, чието семейство губи всичко, когато баща ѝ е обвинен в предателство. За да свързва двата края, Янг Сун се преоблича като мъж, продавач на книги и така среща красивия и мистериозен учен Ким Сонг Йол (И Джун Ги), който работи в Хонмунгуан (службата на специалните съветници, които отговарят за кралската библиотека). Ким Сонг Йол е прекарал последните 120 години като вампир-пазител, натоварен със задачата да унищожи всеки вампир, който не се подчинява на правилата. Като вампир-пазител той може да излиза на слънчева светлина, стига да носи специалната си черна роба, която го предпазва от слънцето. Сонг Йол продължава да страда за смъртта на първата си любов и годеница, И Мьонг Хи, която се е пожертвала за него преди 120 години.
Сонг Йол предлага да плати висока цена на Янг Сун, ако тя успее да намери меморандума на неговия най-добър приятел, покойният престолонаследник принц Джонгхьон. В този меморандум се крие тайната за убийството на Гуи и ако го намери, Сонг Йол ще може да отмъсти за смъртта на семейството и любимата си. При втората си среща с Янг Сун, Сонг Йол разбира, че тя всъщност е момиче. Но решава да го запази в тайна, за да избегне неловките ситуации при срещите си с нея. Янг Сун се опитва усилено да намери меморандума, както е обещала, тъй като се нуждае от пари, за да излекува крака на сестра си.
По време на едно от пътуванията си с Янг Сун, за да намерят продавач на стари книги от Юан, Сонг Йол среща Чой Хе Рьонг (двойничка на някогашната му любима И Мьонг Хи), дъщеря на благородник. Бащата на Хе Рьонг е десен министър на краля и като такъв разполага с най-високата власт в кралския двор в сравнение с другите министри. Той вярно служи на вампира Гуи от дълго време. За да докаже лоялността си, дори е жертвал дъщеря си Хе Рьонг. Още когато е на 10 години, баща ѝ я подарява като играчка на Гуи. Заради нейната лоялност и нежно отношение Гуи несъзнателно се влюбва в Хе Рьонг и тайно планира да я превърне във вампир. Гуи живее в подземния кралски дворец и има 100% контрол над кралския двор. Използва правомощията си и политически машинации, за да попречи на престолонаследника И Юн да се качи на трона, тъй като знае, че престолонаследникът тайно планира да се отърве от него, подобно на своя прародител, принц Джонгхьон.
Гуи е наясно и с плана на Сонг Йол да го убие. Той се вбесява, когато научава, че Сонг Йол е близо до намирането на тайната за убийството му. Затова Гуи се опитва да нарани Янг Сун няколко пъти. Но Сонг Йол успява да я спаси, тъй като притежава способността да усеща присъствието на Гуи. Сонг Йол тайно се влюбва в Янг Сун, след като открива, че Хе Рьонг е един от последователите на Гуи.
Чо Сънг, бащата-осиновител на Янг Сун, е тайният пазител на меморандума на престолонаследника Джонгхьон. Чо Сънг е бил слуга на биологичния баща на Янг Сун, лорд Со Джонг До, който е служил на покойния баща на престолонаследника И Юн, престолонаследника принц Садонг, като негов десен министър. Преди 10 години, за наказание, Чо Сънг е превърнат във вампир от Гуи и се опитва да нарани Янг Сун. Без да подозира, че това е тя, Сонг Йол тогава я спасява и убива баща ѝ. Въпреки че е била ухапана от баща си, Янг Сун/Со Джин не се е превърнала във вампир, защото във вените ѝ тече кръвта на Гуи. Биологичната ѝ майка е пряк потомък на Гуи по майчина линия. Тя е отгледала дъщеря си като момче, за да я защити, понеже знае, че момичето трябва да бъде използвано като оръжие, което да убие Гуи.
Какъв е тайният план в меморандума на престолонаследника Джонгхьон? Как Сонг Йол може да спаси Янг Сун? Ще стане ли И Юн крал на конци, контролиран от Гуи като своя прародител? Ще успеят ли Сонг Йол и Янг Сун да живеят дълго и щастливо?

## Актъорски състав
- И Джун Ги – Ким Сонг Йол
- И Ю Би – Чо Янг Сун / Со Джин
- Шим Чанг Мин – престолонаследникът, принц И Юн
- И Су Хьок – Гуи
- Ким Со Ън – И Мьонг Хи / Че Хе Рьонг
- Чанг Хи Джин – Су Хянг
- Че Те Хуан – Хо Джин
- Куон Хуа Ун – Хьон Гю
- Хан Чонг Су – Пек Ин Хо
- И Сун Че – Крал Хьонджо
- Чанг Сънг Чо – Престолонаследник Садонг

## Продукция
На 10 юни 2015 г. И Джун Ги претърпява инцидент по време на снимките на сериала, вследствие на което е с фрактура на носа и се налага операция. И Ю Би също е пострадала при инцидента, тъй като пада заедно с И Джун Ги и е приета в болница, където лекуват кръста и гърба ѝ. Снимките на драмата са прекратени, докато актьорите се възстановят.
На 18 юни, въпреки фрактурата на носа, И Джун Ги бърза да се завърне на снимачната площадка и да продължи работата си по сериала.

## Награди
На наградите за драма на MBC за 2015 г. сериалът печели в следните категории:
- Най-добра нова актриса в минисериал – И Ю Би
- Най-добър нов актьор в минисериал – И Су Хьок
- Top 10 Star Award – И Джун Ги

През 2016 г. на 4-те годишни награди DramaFever сериалът печели в категорията за най-добра историческа драма.